# البوذية حسب البلد

خارطة نسب البوذية حسب البلد من دراسة معهد بيو سنة 2010.

تقدر عدد أتباع الديانة البوذية في العالم بنسبة بين 488 مليون أو 495 مليون، أو 535 مليون شخص وذلك اعتبارا من سنة 2010، وهو ما يمثل بين 7% إلى 8% من إجمالي سكان العالم.
تضم الصين أكبر عدد من السكان البوذيين في العالم، مع ما يقرب من 244 مليون أو 18.2% من مجموع سكانها. وهم في الغالب من أتباع المدارس الصينية البوذية ماهايانا، مما يجعلها هذا أكبر هيئة للتقاليد البوذية. تمارس البوذية على مذهب ماهايانا، بشكل أوسع في شرق آسيا، وهو مذهب أكثر من نصف البوذيين في العالم.
ثاني أكبر المذاهب البوذية هو مذهب تيرافادا، ويتواجد معظم أتباعه في جنوب شرق آسيا. أمّا ثالث المذهب أو المدارس البوذية من حيث عدد الأتباع فهو مذهب فاجرايانا، والذي يتواجد معظم أتباعه في التبت ومنغوليا وأجزاء من روسيا، علمًا أنه ينتشر أيضًا بأعداد أقل في جميع أنحاء العالم.
وفقًا للتحليل الديموغرافي ذكرت من قبل بيتر هارفي (2013) يتقسم البوذيين كالتالي:
- البوذية الشرقية (ماهايانا): لديها 360 مليون عضو.
- البوذية الجنوبية (تيرافادا): لديها 150 مليون عضو.
- البوذية الشمالية (فاجرايانا): لديها 18.2 مليون عضو.
- فضلًا عن سبعة ملايين من البوذيين خارج آسيا.

## الدول ذات الأغلبية البوذية
وفقًا لدراسة قام بها معهد بيو سنة 2011؛ وجدت أنّ سبعة دول ذات أغلبية بوذية وهي: كمبوديا، تايلند، بورما، بوتان، سريلانكا، لاوس ومنغوليا. القائمة التالية تستعرض الدول البوذية حسب النسب المئوية:
| مرتبة | دولة     | عدد البوذيين | نسبة البوذيين |
| ----- | -------- | ------------ | ------------- |
| 1     | كمبوديا  | 13,701,660   | 96.9%         |
| 2     | تايلاند  | 64,419,840   | 93.2%         |
| 3     | ميانمار  | 38,415,960   | 80.1%         |
| 4     | بوتان    | 563,000      | 74.7%         |
| 5     | سريلانكا | 14,455,980   | 69.3%         |
| 6     | لاوس     | 4,092,000    | 66%           |
| 7     | منغوليا  | 1,520,760    | 55.1%         |

## أكبر عشرة تجمعات بوذية
| الدولة                                | تعداد البوذيين | % من مجمل سكان البلد | % من مجمل البوذيين في العالم |
| ------------------------------------- | -------------- | -------------------- | ---------------------------- |
| الصين                                 | 244,130,000    | 18.2%                | 50.1%                        |
| تايلاند                               | 64,420,000     | 93.2%                | 13.2%                        |
| اليابان                               | 45,820,000     | 36.2%                | 9.4%                         |
| ميانمار                               | 38,410,000     | 80.1%                | 7.9%                         |
| سريلانكا                              | 14,450,000     | 69.3%                | 3%                           |
| فيتنام                                | 14,380,000     | 16.4%                | 2.9%                         |
| كمبوديا                               | 13,690,000     | 96.9%                | 2.8%                         |
| كوريا الجنوبية                        | 11,050,000     | 22.9%                | 2.3%                         |
| الهند                                 | 9,250,000      | 0.8%                 | 1.9%                         |
| ماليزيا                               | 5,010,000      | 17.7%                | 1%                           |
| مجمل عدد البوذيين الدول العشرة الكبرى | 460,620,000    | 15.3%                | 94.5%                        |
| مجمل عدد البوذيين في باقي دول العالم  | 26,920,000     | 0.7%                 | 5.5%                         |
| عدد البوذيين في العالم                | 487,540,000    | 7.1%                 | 100%                         |